# Каседа, Карлос
Ка́рлос Альбе́рто Ка́седа Олья́гес (исп. Carlos Alberto Cáceda Ollaguez; родился 27 сентября 1991 года в Лиме, Перу) — перуанский футболист, вратарь клуба «Мельгар», выступающего в Чемпионате Перу. Карлос известен своей реакцией и хорошей игрой на линии ворот. Он провёл все игры в составе молодёжного «Университарио», выигравшего в 2010/2011 молодёжный Кубок Либертадорес.

## Клубная карьера
Каседа начал профессиональную карьеру в клубе «Альянса Атлетико» из города Сульяна. Дебютировал в Чемпионате Перу, выйдя на замену, в матче 14 тура с «Коронель Болоньеси», это оказался единственный выход на поле в этой команде.
В январе 2011 года переходит в «Университарио». Первый сезон почти весь просидел на скамейке запасных. Игровую практику получал за молодёжный состав клуба, с которым в 2011 году выиграл молодёжный Кубок Либертадорес в финале обыграв «Бока Хуниорс». Позже дебютировал за основу «Университарио», сохранив ворота в матче против «Аякучо».

## Карьера в сборной
В ноябре 2012 года Карлос получил свой первый вызов в национальную сборную Перу, однако не принял участия в Товарищеском матче против команды Гондураса.

## Достижения
Командные
«Университарио»
- Чемпионат Перу по футболу: 2013
- Обладатель Кубка Либертадорес U-20: 2011